# .ma
.ma là tên miền quốc gia cấp cao nhất (ccTLD) của Maroc. Một địa chỉ trong nước là yêu cầu bắt buộc để đăng ký tên miền dưới.ma hoặc.co.ma. Những tên cấp 2 khác (.net.ma,.gov.ma...) có nhiều hạn chế hơn.

## Các tên miền cấp 2
Đăng ký trực tiếp tên cấp 2, hoặc cấp 3 dưới một số tên sau:
- net.ma: Nhà cung cấp Internet
- ac.ma: cơ quan giáo dục
- org.ma: tổ chức
- gov.ma: cơ quan chính phủ
- press.ma: xuất bản và phát hành
- co.ma: cơ quan thương mại